# Jerome Clark
Jerome Clark (Canby, 27 novembre 1946) è un ufologo e scrittore statunitense, specializzato in oggetti volanti non identificati e altri fenomeni anomali; è inoltre un cantautore.
Clark è uno dei più autorevoli ricercatori attivi contemporanei ne campo degli UFO e di altri fenomeni anomali. Tuttavia i suoi lavori hanno suscitato molte polemiche, anche se è persino rispettato negli ambienti scettici. I lavori di Clark sono stati citati in diversi articoli dello Skeptical Inquirer, rivista orientata principalmente allo screditare (debunking) il fenomeno ufologico.. Molti collaboratori del periodico britannico Magonia anche se non sono in linea con l'ipotesi extraterrestre di Clark, hanno comunque tenuto in seria considerazione i suoi libri per i loro articoli, e hanno considerato come "inestimabili" i suoi lavori. e lo hanno descritto come l'"ufologo contemporaneo più autorevole del nostro tempo", e "assai degno di rispetto". " Il gruppo scettico RRGroup descrive Clark com un raro "ricercatore UFO, onesto e in buona fede". Nel suo libro Saucer Smear ( che letteralmente italiano potrebbe essere tradotto Dischi patacca) un ufologo di vecchia data James W. Moseley scrive che Clark "è riconosciuto ... come la principale autorità nel campo degli UFO di tutti i tempi"..
Clark è anche un importante conduttore televisivo, documentarista UFO, in particolare lo si è potuto vedere nel 2005, nello speciale televisivo in prime-time : Peter Jennings Reporting: UFOs - Seeing Is Believing, una dibattito storico sulle prime investigazioni Militari (vedi anche Project Sign e Project Grudge). Inoltre nello speciale di Peter Jennings, Clark è apparso nell'episodio della NBC, Unsolved Mysteries, della serie Sightings. Nel 1997 condusse per A&E Network il documentario "Dove sono tutti gli UFO?", che esamina la storia del fenomeno UFO.

## Biografia
Clark ha frequentato la South Dakota State University e la Minnesota State University Moorhead a Moorhead, studiando storia e scienze politiche. Aveva solo 10 anni quando negli anni sessanta iniziò ad interessarsi al fenomeno UFO. Fu collaboratore di diversi scrittori, reporter, ed editori per una serie di riviste che si occupavano di UFO e fenomeni paranormali. Clark è attualmente membro della direzione del CUFOS, (Center of UFO Studies), uno dei gruppi di ricercatori civili più autorevoli e dotati di supporti scientifici. Dopo aver vissuto per diversi anni nell'area di Chicago, presso il quartier generale del CUFOS, Clark ritorna nella sua città natale di Canby, in Minnesota, dove attualmente vive e lavora. Sua moglie è redattrice per la casa editrice Omnigraphics.

### Accettazione e successivo rifiuto dell'ipotesi paranormale
Nel corso degli anni settanta, Clark accettò l'idea che il fenomeno UFO e i fenomeni insoliti potessero essere frutto di ipotesi paranormale. Venne influenzato dalla teoria "ultraterrestre" di John Keel, e della ipotesi interdimensionale ipotizzata dal Dr. Jacques Vallée. Clark fu persino coautore sull'argomento con un amico di lunga data Loren Coleman. Ma con il tempo Clark rifiutò l'ipotesi paranormale: pensava che non avesse solide basi scientifiche e giudicava molti dei suoi promotori troppo inclini a sostenere conclusioni roboanti ma prive di evidenze concrete.

Clark scrisse la sua "opinione ufficiale" per L'Enciclopedia degli UFO (Storia, 1980, p.75, enfasi in originale):
 Due o tre anni fa avevo una atteggiamento agnostico sulle teorie Ufologiche. Ho scoperto, senza incolpare nessuno per questo, che si può "dimostrare" qualcosa, focalizzandosi su certi dati e ignorandone altri. Mi è successo in passato di simpatizzare con l'impulso di teorizzare sugli UFO ; dopo tutto, le teorie si formano in base a ciò che immaginiamo delle cose. Ma non dobbiamo mai, in qualsiasi circostanza, prendere le nostre teorie troppo sul serio, e non dobbiamo mai dare a loro più importanza rispetto ai fatti osservati. In un periodo difficile della mia vita ho avuto il sospetto che gli UFO rappresentano qualcosa che va al di la qualsiasi nostro tentativo di comprensione ... pressappoco lo stesso sforzo che potrebbe fare una formica nel comprendere i principi della fisica nucleare.
Durante l'anno, Clark ha sostenuto la causa di una sorta di indefinito agnosticismo, focalizzandosi su fenomeni documentabili, che avessero sia una serie di evidenze fisiche che testimonianze affidabili. Ha sostenuto con una certa cautela l'ipotesi extraterrestre, non in seguito a fatti dimostrati, ma come ipotesi di lavoro, scegliendo di focalizzarsi su casi considerati molto promettenti : testimoni multipli e UFO che abbiano lasciato evidenze fisiche.
Nel 1983, Clark ha descritto se stesso come un "Forteano scettico", scrivendo : "Charles Fort era scettico sull'inganno della classe dirigente, così sono molti di coloro che seguono le sue idee. È ora è venuto il momento di aprire gli occhi su questo inganno."

## Vita professionale
Tra il 1976 e il 1989 fu editore del magazine Fate.
Dal 1985 Clark era al servizio dell'editore dell'International UFO Reporter, il quotidiano ufficiale del CUFOS. È stato anche editore del Giornale degli studi UFO, l'unica pubblicazione ufologica peer reviewed.

### L'Enciclopedia degli UFO
Il più grande risultato di Clark nel settore dello studio del fenomeno UFO si realizzò nel 1990 con la pubblicazione dalla corposa e pluripremiata Enciclopedia UFO. Fu la prima pubblicazione rilegata di livello accademico sull'argomento in tre volumi, edita dalla Omnigraphics. Nel 1997, Visible Ink pubblica un compendio, una versione ridotta, dell'enciclopedia con il titolo Il libro degli UFO, e un aggiornamento in due volumi dell'edizione dell'Enciclopedia pubblicato nel 1998. Lo stesso Clark scrisse le versioni di centinaia di voci, l'Enciclopedia include inoltre un saggio del biochimico Michael Swords sull'Ipotesi extraterrestre, un articolo del folklorista Thomas E. Bullard sul fenomeno dell'Abduzione, diversi articoli dell'ufologo Michael Chalker su casi UFO australiani, e contributi del ricercatore UFO Brad Sparks.
Accompagnata da una dettagliata ricerca ed una vasta bibliografia l'enciclopedia di Clark è molto apprezzata da molti ricercatori UFO, e persino dagli scettici, come una delle più autorevoli e migliori pubblicazioni, spesso controverse, dell'ufologia; l'Associazione del Collegio e delle Ricerche Librarie descrive il libro come: "Il più completo, in assoluto miglior lavoro sugli UFO da molti anni a questa parte", mentre Library Journal nota che uno dei giudici di Clark, B.F. Awar dichiara che UFO Book è una esaustiva, imparziale storia sugli oggetti volanti non identificati ... scritta in modo eccellente e chiaro.". Il critico Douglas Chapman celebra l'Enciclopedia come un vero tesoro, per tutti coloro che sono interessati al fenomeno UFO. Gli unici che potrebbero essere insoddisfatti di tale lavoro sono i dogmatici di qualsiasi risma, a causa dei molteplici punti di vista che rappresenta.". Lo psicologo Stuart Appelle elogia: "Il tentativo di Clark di mantenere una sorta di obbiettività sul fenomeno ... in nessun caso il lettore ha la sensazione di mancanza di chiarezza e obbiettività, con la contemporanea possibilità di giungere egli stesso ad una sua propria conclusione. Nel Skeptic Files, Chris A. Rutkowski scrisse che: «Nonostante abbia evidente un punto di vista 'pro' UFO, Clark è così astuto e prudente da comprendere, nelle descrizioni dei più importanti casi di avvistamenti UFO, reazioni e spiegazioni dei debunker come Philip J. Klass e Donald Menzel. Nei suoi resoconti, Clark richiama l'attenzione sui più incredibili strafalcioni e sciocchi commenti dei debunkers, nello stesso modo con cui cita i propri sostenitori, anche se i primi non saranno stati certo entusiasti di come sono stati rappresentati... Nonostante tutto l'UFO ENCICLOPEDIA è un eccellente riferimento di lavoro, e dovrebbe essere inserita in una qualsiasi libreria Forteana. È un libro che qualunque lettore alle prime armi sull'argomento, dovrebbe considerare fondamentale nello studio dell'ufologia». (In una successiva richiesta di informazioni, Rutkowski sottolinea "Vorrei farvi notare che il giudizio che ho dato sull'Enciclopedia sugli UFO di Clark è molto positivo, e non negativo, come alcuni possono aver frainteso)"..

### Cantautore e musica
Oltre ad essere un abile scrittore, ricercatore ed editore, Clark scrisse anche delle canzoni scritte o eseguite da musicisti come Emmylou Harris, Mary Chapin Carpenter e Tom T. Hall. Ha spesso collaborato con Robin e Linda Williams.
Ha inoltre scritto diverse recensioni di album e CD di musica folk americana per il magazine Rambles.

## Riconoscimenti
La versione ridotta dell'UFO Encyclopedia, intitolata The UFO Book. vinse nel 1998, grazie alla Publisher Marketing Association, il Benjamin Franklin Award nella categoria Scienza e Ambiente. Clark ha ottenuto nel 1992 del premio Isabel Davis consegnato dal Fondo per la Ricerca UFO, per la promozione della razionalità nello studio dell'Ufologia. Tuttora è una partecipante attivo nei dibattiti e nelle discussioni riguardo al fenomeno UFO e i suoi aggiornamenti.

## Libri di Jerome Clark
- The UFO Encyclopedia: The Phenomenon From The Beginning (2-Volume Set), 1998, Omnigraphics Books, ISBN 0-7808-0097-4
- The UFO Book: Encyclopedia of the Extraterrestrial, 1997, Visible Ink Press, ISBN 1-57859-029-9
- Unexplained: Strange Sightings, Incredible Occurrences, and Puzzling Physical Phenomena, second edition, 2003, Visible Ink Press, ISBN 0-7808-0715-4
- Encyclopedia of Strange and Unexplained Physical Phenomena, 1993, Thomson Gale Press, ISBN 0-8103-8843-X
- Unnatural Phenomena: A Guide to the Bizarre Wonders of North America, 2005, ABC-Clio Books, ISBN 1-57607-430-7
- Strange Skies: Pilot Encounters with UFOs, 2003, Citadel Books, ISBN 0-8065-2299-2